# ایران در ۲۰۰۳

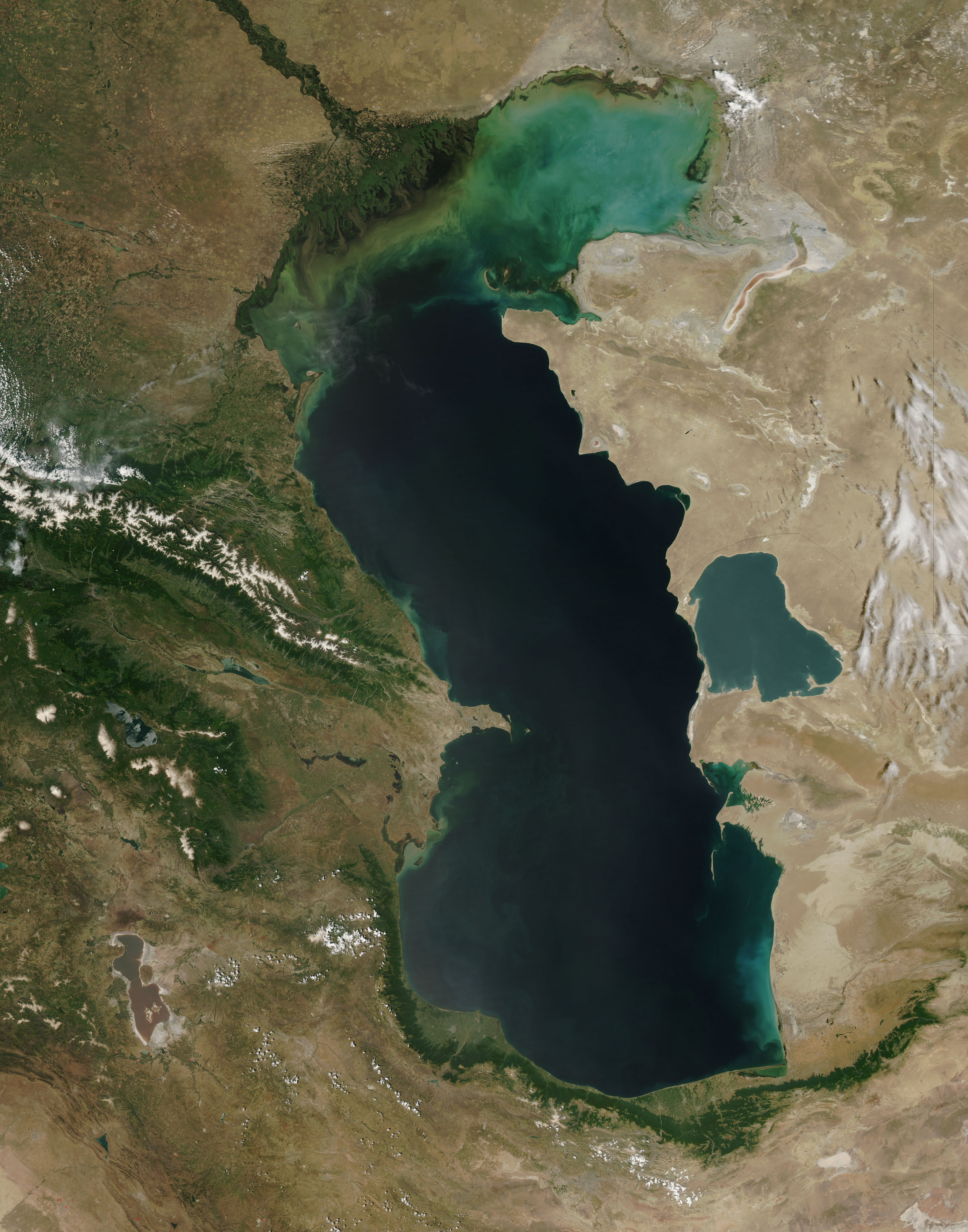
تصویر ماهواره‌ای از دریای خزر

ایران در ۲۰۰۳ گاه‌شماری از مهم‌ترین رویدادها در سال ۲۰۰۳ در کشور ایران است.

## حاکمان
- مقام معظم رهبری: علی خامنه ای
- رئیس‌جمهور: محمد خاتمی
- نایب رئیس: محمدرضا عارف
- رئیس دادگستری: محمود هاشمی شاهرودی

## رویدادها

### فوریه
۱۹ فوریه
- سانحه سقوط هواپیمای ایلیوشین ایل-۷۶ سپاه  یک پرواز از مبدا زاهدان به مقصد کرمان بود که ۲۵۷ مسافر و ۱۸ خدمه داشت و در تاریخ ۳۰ بهمن ۱۳۸۱ (۱۹ فوریه ۲۰۰۳) در فاصله‌ی ۳۵ کیلومتری (۲۲ مایل؛ ۱۹ مایل دریایی)  جنوب کرمان در نزدیکی روستای سیرچ سقوط کرد. در این سانحه تمامی ۲۷۵ سرنشین هواپیما جان باختند.[۱]

### دسامبر
۲۶ دسامبر
- زمین‌لرزه ۱۳۸۲ بم با بزرگی ۶٫۶ ریشتر که در ساعت ۵:۲۶ بامداد روز جمعه ۵ دی ۱۳۸۲ به مدت ۱۲ ثانیه شهر بم و مناطق اطراف آن در شرق استان کرمان را لرزاند. زمین‌لرزه بم با حدود ۵۰ هزار کشته سومین زمین‌لرزه پرتلفات تاریخ ایران بعد از زمین‌لرزه ۲۷۲ اردبیل و زمین‌لرزه ۲۳۵ دامغان را رقم زد.[۲]